# Lilo & Stitch
Lilo & Stitch är två figurer från Disneys filmer och TV-serier, ursprungligen från Disneyklassikern Lilo & Stitch från år 2002. Lilo är en ensam hawaiiansk flicka, och Stitch är resultatet av utomjordiska experiment utförda av Dr. Jumba Jookiba. Tillsammans blir de bästa vänner.
Lilo bär oftast en röd klänning med vita palmblad och ibland en likadan grön.

## Filmografi
- Lilo & Stitch (Lilo & Stitch, 2002)
- Stitch! – Experiment 626 (Stitch! The Movie, 2003)
- Lilo & Stitch (TV-serien Lilo & Stitch: The Series, 2003-2005)
- Lilo & Stitch 2 (Lilo & Stitch 2: Stitch Has a Glitch, 2005)
- Stitch ursprung, (The Origin of Stitch, 2005, kortfilm, släppt på DVD:n Lilo & Stitch 2)
- Leroy & Stitch (Leroy & Stitch, 2006)